# 緊急車両24時
『緊急車両24時』（きんきゅうしゃりょうにじゅうよじ）は、テレビ東京系列の『日曜ビッグバラエティ』又は『土曜スペシャル』枠で不定期に放送されているドキュメンタリー特別番組である。テレビ東京と大河プロダクションの共同製作。

## 放送内容
日本全国各地から警察を除く緊急車両（消防車、ハイウェイパトロールカーなど）を追跡取材する密着ドキュメンタリー番組である。緊急車両以外にも、空港のトーイングカーなども扱う。
内容は主に政令市の消防に設置されている特別高救助隊や特別救助隊が運用する「救助工作車」と高速道路の交通管理隊が運用する「ハイウェイパトロールカー」に密着したものが大半を占めるが、車両以外にもドクターヘリや水上バイク等も紹介されている。
第10回と11回では、子役の寺田心が横浜市消防局の特別高度救助部隊と首都高速道路の交通管理隊に体験入隊した。

## 放送リスト
| 放送リスト                                              | 放送リスト             | 放送リスト           | 放送リスト                                                             | 放送リスト | 放送リスト                                                                                                 |
| 弾                                                      | 放送日                 | 曜日・枠             | タイトル                                                               | 密着先 | 備考 |
| 2015年 19:54 - 21:48                                    | 2015年 19:54 - 21:48   | 2015年 19:54 - 21:48 | 2015年 19:54 - 21:48                                                   | 2015年 19:54 - 21:48 | 2015年 19:54 - 21:48                                                                                       |
| ------------------------------------------------------- | ---------------------- | -------------------- | ---------------------------------------------------------------------- | --- | --- |
| 1                                                       | 2月1日                 | 日曜ビッグバラエティ | 緊急車両24時                                                           | 首都高パトロール[1] 相模原市消防局特別高度救助隊（スーパーレスキューはやぶさ）[1] 長野県立こども病院新生児集中治療室こども専用ドクターカー JAF北海道本部 仙台市ガス局保安課 | |
| 2                                                       | 5月24日                | 日曜ビッグバラエティ | 緊急車両24時 Part2                                                     | 首都高パトロール[2]パトロールカー 川崎市消防局特別高度救助隊（スーパーレスキュー太助）[1]宮前消防署 吹田市消防本部特別救助隊 日本医科大学千葉北総病院救命救急センタードクターヘリ 陸上自衛隊\|\|07式機動支援橋高機動車 | |
| 3                                                       | 9月6日                 | 日曜ビッグバラエティ | 緊急車両24時 第3弾                                                     | 横浜市消防局特別高度救助部隊（スーパーレンジャー）[1] 堺市消防局特別高度救助隊（フェニックスレスキュー）[1]特殊災害対策車 NEXCO東日本パトロール関東[1]関越自動車道（所沢交通管理隊） 阪神高速パトロール交通管理隊[1] サーフ90藤沢ライフセービングクラブ[1]水上バイク | |
| 4                                                       | 12月20日 18:30 - 21:48 | 日曜ビッグバラエティ | 緊急車両24時!2015年カメラは見た…事故・火災・救命救急・壮絶ドキュメント | 札幌市消防局中央特別高度救助隊（スーパーレスキューサッポロ）[1] 岸和田市消防本部特別救助隊[1 さいたま市消防局特別高度救助隊（さいたまブレイブハート）[1]大宮消防署、浦和消防署特別高度工作車 横浜市消防局特別高度救助部隊（スーパーレンジャー）[2] 羽田空港（日本航空、日本空港テクノ）トーイングカー、ハイリフトローダー等 NEXCO東日本パトロール関東[2]常磐自動車道（谷和原交通管理隊） 阪神高速パトロール交通管理隊[2]\| 総合病院中津川市民病院病院前救急診療科[1]ドクターカー                     | 【過去映像】首都高パトロール、堺市消防局特別高度救助隊（フェニックスレスキュー）、吹田市消防本部特別救助隊 |
| 2016年 19:54 - 21:48                                    |                        |                      |                                                                        | | |
| 5                                                       | 2月7日                 | 日曜ビッグバラエティ | 緊急車両24時 事故…遭難…救命救急 真冬の壮絶現場に出動SP                 | 札幌市消防局中央特別高度救助隊（スーパーレスキューサッポロ）[2]救助工作車 札幌市消防局消防航空隊消防防災ヘリコプター 川崎市消防局特別高度救助隊（スーパーレスキュー太助）[2]臨港消防署 NEXCO東日本パトロール関東[3]関越自動車道（高崎交通管理隊）除雪車 阪神高速パトロール交通管理隊[3] ニセコマウンテンリゾート グラン・ヒラフスキーパトロール隊スノーモービル | |
| 6                                                       | 6月26日                | 日曜ビッグバラエティ | 緊急車両24時第6弾                                                      | 名古屋市消防局特別消防隊（ハイパーレスキューNAGOYA） さいたま市消防局特別高度救助隊（さいたまブレイブハート）[2]浦和消防署 横浜市消防局港北消防署調査係指揮車 首都高パトロール[3] 総合病院中津川市民病院病院前救急診療科[2]ドクターカー | |
| 7                                                       | 10月16日 20:54 - 22:18 | 日曜ビッグバラエティ | カメラは見た!!緊急車両密着24時！壮絶現場に潜入せよ…第7弾               | 横浜市消防局南消防署消防隊消防ポンプ自動車 那覇市消防局高度救助隊（スーパーレスキューナハ）西消防署 阪神高速パトロール交通管理隊[4] 公立豊岡病院但馬救命救急センター[1] 国頭地区行政事務組合消防本部救急隊高規格救急車 | |
| 8                                                       | 12月18日               | 日曜ビッグバラエティ | 緊急車両密着24時！第8弾                                                | さいたま市消防局特別高度救助隊（さいたまブレイブハート）[3] 横浜市消防局特別高度救助部隊（スーパーレンジャー）[3]消防防災ヘリコプター 首都高パトロール[4] | |
| 2017年 19:54 - 21:48                                    |                        |                      |                                                                        | | |
| 9                                                       | 2月26日                | 日曜ビッグバラエティ | 緊急車両24時                                                           | 札幌市消防局中央特別高度救助隊（スーパーレスキューサッポロ）[2]ウォーターカッター車 NEXCO東日本パトロール関東[4]上信越自動車道 首都高パトロール[5] Hakuba47ウィンタースポーツパークスキーパトロール隊 公立豊岡病院但馬救命救急センター[2]ドクターカー、ドクターヘリ | |
| 10                                                      | 8月5日 18:30 - 19:54   | 土曜スペシャル       | 突入カメラが見た壮絶現場 緊急車両24時                                  | 東大阪市消防局火災調査隊 横浜市消防局特別高度救助部隊（スーパーレンジャー）[4]※【体験入隊】寺田心 首都高パトロール[6] エスピーユニオン・ジャパン万引きGメン | |
| 2018年 19:54 - 21:54                                    |                        |                      |                                                                        | | |
| 11                                                      | 1月14日                | 日曜ビッグバラエティ | 緊急車両24時                                                           | 首都高パトロール[7]※【体験入隊】寺田心 吹田市消防本部高度救助隊（アドバンスド・レスキュー・すいた）[1] 日本自動車連盟（JAF） 特殊車両のスーパーテクニック（全長18mの連節バス（西鉄バス）、大昌建設高所法面掘削機） 那須どうぶつ王国バードトレーナー | |
| 2019年                                                  |                        |                      |                                                                        | | |
| 2020年 19:54 - 21:54 【ナレーター】沢城みゆき、銀河万丈 |                        |                      |                                                                        | | |
| 12                                                      | 4月19日                | 日曜ビッグバラエティ | 緊急車両24時 密着！命を守る壮絶現場                                    | NEXCO東日本パトロール関東[5]関越自動車道、首都圏中央連絡自動車道 さいたま市消防局特別高度救助隊（さいたまブレイブハート）[4]大宮消防署 川崎市消防局特別高度救助隊（スーパーレスキュー太助）[3]臨港消防署 吹田市消防本部高度救助隊（アドバンスド・レスキュー・すいた）[2] 阪神高速パトロール交通管理隊[5] 首都高パトロール[8] 公立豊岡病院但馬救命救急センター[3] | |
| 13                                                      | 6月14日                | 日曜ビッグバラエティ | 緊急車両24時 密着！命を守る壮絶現場                                    | 首都高パトロール[9] 阪神高速パトロール交通管理隊[6] 横浜市消防局横浜南消防署 さいたま市消防局特別高度救助隊（さいたまブレイブハート）[5] 公立豊岡病院但馬救命救急センター[4] 川崎市消防局特別高度救助隊（スーパーレスキュー太助）[4]宮前消防署 | |
| 14                                                      | 9月13日                | 日曜ビッグバラエティ | 緊急車両24時 密着！命を守る壮絶現場                                    | NEXCO中日本ハイウェイ・パトロール東京[1]東名高速道路 NEXCO東日本パトロール関東[6]常磐自動車道、関越自動車道、京葉道路 阪神高速パトロール交通管理隊[7] 川崎市消防局特別高度救助隊（スーパーレスキュー太助）[5]臨港消防署 札幌市消防局中央特別高度救助隊（スーパーレスキューサッポロ）[3] 首都高パトロール[10] 岸和田市消防本部特別救助隊[2] 吹田市消防本部高度救助隊（アドバンスド・レスキュー・すいた）[3]                                                                                           | |
| 2021年 18:30 - 21:00 【ナレーター】銀河万丈             |                        |                      |                                                                        | | |
| 15                                                      | 3月7日                 | 日曜ビッグバラエティ | 緊急車両24時 密着！命を守る壮絶現場                                    | NEXCO東日本パトロール関東[7]関越自動車道、上信越自動車道、常磐自動車道 首都高パトロール[11] さいたま市消防局特別高度救助隊（さいたまブレイブハート）[6] 市原市消防局高度救助隊 阪神高速パトロール交通管理隊[8] 川崎市消防局特別高度救助隊（スーパーレスキュー太助）[6]臨港消防署 札幌市消防局中央特別高度救助隊（スーパーレスキューサッポロ）[4] | |
| 16                                                      | 6月13日                | 日曜ビッグバラエティ | 緊急車両24時 コロナ禍の独占密着！命を守る壮絶現場                      | NEXCO東日本パトロール関東[8]関越自動車道、京葉道路、東関東自動車道 NEXCO中日本ハイウェイ・パトロール東京[2]東名高速道路 相模原市消防局特別高度救助隊（スーパーレスキューはやぶさ）[2] 阪神高速パトロール交通管理隊[9] 川崎市消防局特別高度救助隊（スーパーレスキュー太助）[7]宮前消防署 公立豊岡病院但馬救命救急センター[5] 札幌市消防局中央特別高度救助隊（スーパーレスキューサッポロ）[5] さいたま市消防局特別高度救助隊（さいたまブレイブハート）[7] 岸和田市消防本部特別救助隊[3]                | |
| 17                                                      | 10月24日               | 日曜ビッグバラエティ | 緊急車両24時 緊急事態宣言下…命を守る壮絶現場に密着！                   | 公立豊岡病院但馬救命救急センター[6] 川崎市消防局川崎消防署 川崎市消防局特別高度救助隊（スーパーレスキュー太助）[8]臨港消防署 首都高パトロール[12] さいたま市消防局特別高度救助隊（さいたまブレイブハート）[8] NEXCO東日本パトロール関東[9]東北自動車道、関越自動車道 総合病院中津川市民病院病院前救急診療科[3] 阪神高速パトロール交通管理隊[10] 岸和田市消防本部特別救助隊[4] 横浜市消防局特別高度救助部隊（スーパーレンジャー）[5] サーフ90藤沢ライフセービングクラブ[2]                            | |
| 2022年 18:30 - 21:00 【ナレーター】銀河万丈             |                        |                      |                                                                        | | |
| 18                                                      | 3月27日                | 日曜ビッグバラエティ | 緊急車両24時 密着！命を守る壮絶現場                                    | 船橋市消防局中央消防署水難救助隊 NEXCO東日本パトロール関東[10]東北自動車道（加須交通管理対） 川崎市消防局特別高度救助隊（スーパーレスキュー太助）[9] 首都高パトロール[13] 阪神高速パトロール交通管理隊[11] 横浜市消防局特別高度救助部隊（スーパーレンジャー）[6] 他 | |
| 19                                                      | 5月22日                | 日曜ビッグバラエティ | 緊急車両24時 密着！命を守る壮絶現場                                    | 首都高パトロール[14] 川崎市消防局特別高度救助隊（スーパーレスキュー太助）[10]宮前消防署 NEXCO東日本パトロール関東[11]関越自動車道、上信越自動車道 吹田市消防本部高度救助隊（アドバンスド・レスキュー・すいた）[4] さいたま市消防局特別高度救助隊（さいたまブレイブハート）[9] 阪神高速パトロール交通管理隊[12] 前橋赤十字病院ドクターカー 公立豊岡病院但馬救命救急センター[7]ドクターヘリ 堺市消防局特別高度救助隊（フェニックスレスキュー）[2] NEXCO中日本ハイウェイ・パトロール東京[3]東名高速道路 | |
| 20                                                      | 7月10日                | 日曜ビッグバラエティ | 緊急車両24時 密着！命を守る壮絶現場                                    | ▼出動!パトロール隊 ▼出動!レスキュー隊 ▼出動!ドクターヘリ | |
| 21                                                      | 12月7日 18:25 - 21:00  | 水                   | 緊急車両24時 密着！命を守る壮絶現場                                    | NEXCO西日本高速道路 NEXCO中日本ハイウェイ・パトロール東京[4]東名高速道路 横浜市消防局 NEXCO東日本パトロール関東[12]東関東自動車道 | |
| 2023年 18:30 - 21:00 【ナレーター】銀河万丈             |                        |                      |                                                                        | | |
| 22                                                      | 1月15日                | 日曜ビッグバラエティ | 緊急車両24時 密着！命を守る壮絶現場                                    | NEXCO東日本パトロール関東[13]東関東自動車道、京葉道 札幌市消防局中央特別高度救助隊（スーパーレスキューサッポロ）[6] 総合病院中津川市民病院病院前救急診療科[4]ドクターカー | |

## 歴代ナレーション
- 佐藤政道
- 沢城みゆき
- 銀河万丈

## スタッフ
第26回（2024年2月18日放送分）
- ナレーター : 銀河万丈
- 監修：大澤孝征（大澤孝征法律事務所）
- 構成：はっしー橋本（橋本敦司）、外山信行
- 編集：荒川雅行
- MA：橋本光平
- 音効：松丸利行、中島栄治
- CG：小野修
- 番宣：澁谷牧代（テレビ東京）
- デスク：永倉晴日（テレビ東京）
- 技術協力：e-naスタジオ、バンエイト、ジェイ・クルー、DEEP、HBCメディアクリエート、ユニテックビジョン、ジェーピーエヌ
- 協力：首都高速道路、長野県立こども病院、相模原市消防局、横浜市消防局、札幌市消防局、堺市消防局、一般社団法人日本自動車連盟、仙台市ガス局、TVQ九州放送、朝日新聞社
- AD：齋藤千明、中鳥晃貴
- ディレクター：中田聡、長沢孝至、大河内洋平、加藤信
- 演出：満尾晋介
- プロデューサー：渡辺大樹（テレビ東京）、國玉譲治、川口伸之
- チーフプロデューサー：髙野学（テレビ東京）
- 製作：テレビ東京、大河プロダクション

## 備考
- 当初第6弾の放送は2016年5月22日に放送する予定だったが「全仏オープンテニス2016男子シングルス1回戦・錦織圭対シモーネ・ボレッリ」の衛星生中継により1か月延期（6月26日放送）となった。